# Intelligence Bureau (Índia)
O Intelligence Bureau ("Birô de Inteligência") é o serviço de inteligência interno da Índia.